# Тібор Раб
Тібор Раб (угор. Tibor Rab, нар. 2 жовтня 1955, Геделле) — угорський футболіст, що грав на позиції захисника.
Виступав, зокрема, за «Ференцварош», а також національну збірну Угорщини.

## Клубна кар'єра
У дорослому футболі дебютував 1974 року виступами за команду «Ференцварош», в якій провів дванадцять сезонів, взявши участь у 274 матчах чемпіонату. Більшість часу, проведеного у складі «Ференцвароша», був основним гравцем захисту команди. За цей час він виграв з ним по два чемпіонати (1976, 1981) та Кубки Угорщини (1976, 1978).
Згодом з 1986 по 1992 рік грав у складі нижчолігових команд «Монорі» та «Гаттендорф», а завершив ігрову кар'єру у команді третього угорського дивізіону «Балатонлелле», за яку виступав протягом 1992 року.

## Виступи за збірну
24 вересня 1975 року дебютував в офіційних іграх у складі національної збірної Угорщини в матчі кваліфікації до чемпіонату Європи 1976 року з Австрією (2:1).
У складі збірної був учасником чемпіонату світу 1978 року в Аргентині та чемпіонату світу 1982 року в Іспанії. На обох турнірах Раб був запасним гравцем, тому на першому з них жодного разу не виходив на поле, а у другому зіграв лише в поєдинку з Аргентиною (1:4). Цей матч і став останнім для Раба у футболці збірної Загалом протягом кар'єри у національній команді, яка тривала 8 років, провів у її складі 20 матчів.

## Титули і досягнення
- Чемпіон Угорщини (2):

«Ференцварош»: 1975/76, 1980/81
- Володар Кубка Угорщини (2):

«Ференцварош»: 1975/76, 1977/78